# Щоденник полярної експедиції
«Щоденник полярної експедиції» (кор. 남극일기) — фільм Південної Кореї 2005 року. Це перша повнометражна стрічка режисера Лім Пхіль Сона. У фільмі змішані елементи психологічного трилера та класичних фільмів жахів, у ньому показані труднощі, з якими стикається сучасна корейська антарктична експедиція, яка намагається досягти полюсу недосяжності. Перед його прем'єрою фільм викликав певний ажіотаж через його великий бюджет (понад 6,5 млн доларів США) та відомих акторів, проте касового успіху не отримав.

## Сюжет
Під час подорожі до полюса недосяжності, найвіддаленішої точки Антарктики, експедиція з шести чоловіків на чолі з капітаном Чой До Хеном знаходять щоденник, який був залишений британською експедицією 80 роками раніше. Щоденник чудово зберігся у коробці під снігом, і Кім Мін Дже, ще один учасник експедиції, отримує завдання дослідити його. З'ясовується, обидві експедиції переслідували одну і ту ж мету, і невдовзі починають проявлятися інші дивні подібності. Чи дістануться вони до місця призначення до того, як почнеться антарктична зима?

## У ролях
| Актор          | Роль                       |
| -------------- | -------------------------- |
| Сон Кан Хо     | Чхве До Хьон               |
| Ю Чі Тхе       | Кім Мін Дже                |
| Чой Дік Мун    | Сео Джа Кюн                |
| Кім Кхен Ік    | Ян Гюн Чан                 |
| Парк Хі Сун    | Лі Янг Мін                 |
| Юн Дже Мун     | Сун Хун                    |
| Кан Хе Чжон    | Йо Джин                    |
| Сем Гаммінгтон | відвідувач вечірки (голос) |

## Виробництво
Високобюджетний фільм за участі Сон Кан Хо та Ю Чі Тхе знімали в Новій Зеландії.

## Сприйняття

### Критика
Фільм отримав негативні відгуки. Дерек Еллі з «Вараєті» написав: «Кілька приголомшливих широкоекранних кадрів, в яких Нова Зеландія переконливо показує полярні простори, не можуть компенсувати драматичну порожнечу „Щоденника полярної експедиції“, в якій сценарій втрачається разом з дослідниками». Хоча на screenanarchy.com оглядач відзначає важливість фільму для Південної Кореї, а журналіст MiniMiniMovies відзначає колоритність.

### Номінації та нагороди
| Нагороди та номінації фільму «Щоденник полярної експедиції» | Нагороди та номінації фільму «Щоденник полярної експедиції» | Нагороди та номінації фільму «Щоденник полярної експедиції» | Нагороди та номінації фільму «Щоденник полярної експедиції» | Нагороди та номінації фільму «Щоденник полярної експедиції» | Нагороди та номінації фільму «Щоденник полярної експедиції» |
| Рік                                                         | Кінофестиваль/кінопремія                                    | Категорія/нагорода                                          | Номінант                                                    | Результат                                                   |                                                             |
| ----------------------------------------------------------- | ----------------------------------------------------------- | ----------------------------------------------------------- | ----------------------------------------------------------- | ----------------------------------------------------------- | ----------------------------------------------------------- |
| 2005                                                        | «Кінофестиваль у Сіджасі»                                   | «Східний експрес»                                           | Лім Пхіль Сон                                               | Перемога                                                    |                                                             |
| 2005                                                        | «Великий дзвін»                                             | Найкращий новий режисер                                     | Лім Пхіль Сон                                               | Номінація                                                   |                                                             |
| 2005                                                        | «Великий дзвін»                                             | Найкращий звук                                              | «Щоденник полярної експедиції»                              | Номінація                                                   |                                                             |